# Kasteel van Hedikhuizen
Het Kasteel van Hedikhuizen was een adellijke woning die in 1602 al een ruïne was en toen is getekend door Jacob Matham. Deze prent bevindt zich in het Prentenkabinet van het Provinciaal Genootschap te 's-Hertogenbosch. 
Ook in 1612 werd de ruïne nog gezien door ds. Th. Groen en vermeld in zijn: Beschrijving der Stadt en Lande van Heusden.
Het kasteel heeft vermoedelijk gestaan aan het Vergereind aan de Hedikhuizense Maas ter hoogte van Haarsteeg. In het Tableau der Polders in Noord-Brabant uit 1843 wordt vermeld, zonder bronnen te noemen, dat er in 1335 aan het Vergereind een adellijk huis heeft gestaan dat reeds omstreeks 1210 bewoond werd door Willem van Hedikhuizen, zoon van Robert V, heer van Heusden. Dominee Groen schrijft: Een zekere rank van de Huijsen en Heeren van Heusden plag eertijds de bijnaam en titel te voeren van Hedikhuisen en was de eerste daer van Willem van Hedikhuisen omtrent het jaer 1210 zoone van Robertus de V van dien naame en 15e Heer van Heusden. Ook Jacob van Oudenhoven vermeldde in zijn Beschryvinghe van het Landt van Heusden (1651): Op het Vereger-eyndt heeft eertijdts een Slot ofte Adelijck Huys ghestaen, dat het Edel Gheslacht van de Dulsen heeft toebehoort. Een Spranc of Ranck van den Huysen van Heusden heeft eertijts den naem ghevoert van Hedickhuysen. Reeds uit een document van 1328 werd duidelijk dat Jan IV, heer van Heusden, beschikte over tienden te Hedikhuizen. Afgaande op de beschrijvingen bevond het kasteel zich op de plaats waar nu het Komwiel ligt in het natuurgebied Zooislagen.
De naam Van Hedikhuizen komt in de annalen voor tot 1407. Het betreft de namen van een aantal schepenen in Heusden. Hierna is het kasteel overgegaan op het geslacht Duls. Dominee Groen meldt: Int jaer 1570 heeft daer gewoont zekere Jonker genaamt Philippus Duls, de welke binnen de Stad Heusden het Weeshuijs gefondeert heeft. Ná 1570 kwam de naam Duls niet meer voor in de schepenboeken. Vermoedelijk is het kasteel niet lang na 1570 door oorlogsgeweld verwoest en zijn de bewoners weggetrokken.
De ruïne is verdwenen ten gevolge van de dijkdoorbraak van 1799. Vermoedelijk heeft het water de omgrachting uitgeschuurd waardoor het wiel is ontstaan. Duikers hebben later in het Komwiel een aantal voorwerpen ontdekt die vermoedelijk met het kasteel in verband staan.

## Externe bron
- Ruïne te Heusden